# NIC-50
La NIC-50  es una importante carretera nacional clasificada como troncal secundaria en Nicaragua. Esta vía comienza en el Sur, conectándose con la NIC-12Ba la altura de El Viejo y culmina en el Norte en el Puerto Morazán, departamento de Chinandega.

## Extensión
Con una extensión de 16,15 millas (26,0 km), la NIC-50 juega un rol clave en la conectividad y transporte de la región.